# Otto Boehnke
Otto Boehnke (Jena, 5 gennaio 1875 – Staten Island, 22 maggio 1950) è stato un ginnasta e multiplista statunitense.

## Carriera
Boehnke partecipò ai Giochi olimpici di Saint Louis 1904 nelle gare di triathlon e ginnastica. Giunse quattordicesimo nel concorso generale individuale, quattordicesimo nel triathlon e diciottesimo nel concorso a tre eventi.